# 古谷智子
古谷 智子（ふるや ともこ、1944年12月18日- ）は、日本の歌人。

## 人物・来歴
岡山県生まれ。青山学院大学卒。「歩道」同人の父の影響で歌に親しむ。1975年「中部短歌会」に入会し、79年、短歌に復帰したばかりの春日井建に師事する。80年東京に転居し、稲葉京子に師事。82年、「昭和19年会」に入会。83年合同歌集『モンキートレインに乗って』に参加。2022年、『ベイビーズ・ブレス』で第49回日本歌人クラブ賞受賞。「短歌」編集委員、選者。NHK学園専任講師。

## 著書

### 単著
- 『神の痛みの神学のオブリガート 古谷智子歌集』(短歌叢書 ながらみ書房, 1985.7 (第1歌集文庫) 現代短歌社, 2013.5
- 『ロビンソンの羊 歌集』ながらみ書房, 1990.7
- 『渾身の花 稲葉京子ノート』砂子屋書房, 1993.4
- 『オルガノン 古谷智子歌集』雁書館, 1995.8
- 『ガリバーの庭』北冬舎, 2001.7
- 『都市詠の百年 街川の向こう』(中部短歌叢書) 短歌研究社, 2003.8
- 『古谷智子歌集』(現代短歌文庫) 砂子屋書房, 2008.12
- 『草苑 古谷智子歌集』(21世紀歌人シリーズ) (中部短歌叢書) 角川書店, 2011.9
- 『立夏  古谷智子歌集』(中部短歌叢書)砂子屋書房, 2012.9
- 『幸福でも、不幸でも、家族は家族。 《主題》で楽しむ100年の短歌家族の歌』北冬舎, 2013.6
- 『片山廣子 思ひいづれば胸もゆるかな』本阿弥書店, 2018.7
- 『デルタ・シティー 歌集』(中部短歌叢書)本阿弥書店, 2019.7
- 『ベイビーズ・ブレス 歌集』(中部短歌叢書)ながらみ書房, 2021.12

### 共著
- 『同世代女性-歌のエコロジー』佐波洋子共著. 角川書店, 1994.9